# Saint-Martin-Valmeroux
Saint-Martin-Valmeroux là một xã ở tỉnh Cantal, thuộc vùng Auvergne-Rhône-Alpes ở miền trung nước Pháp.

## Dân số
| Năm | 1962  | 1968  | 1975  | 1982  | 1990  | 1999 |
| --- | ----- | ----- | ----- | ----- | ----- | ---- |
| Dân số | 1 157 | 1 145 | 1 099 | 1 009 | 1 012 | 911  |
| From the year 1968 on: No double counting—residents of multiple communes (e.g. students and military personnel) are counted only once. |       |       |       |       |       |      |